# Bureau de prévention des accidents
Pour les articles homonymes, voir BPA.

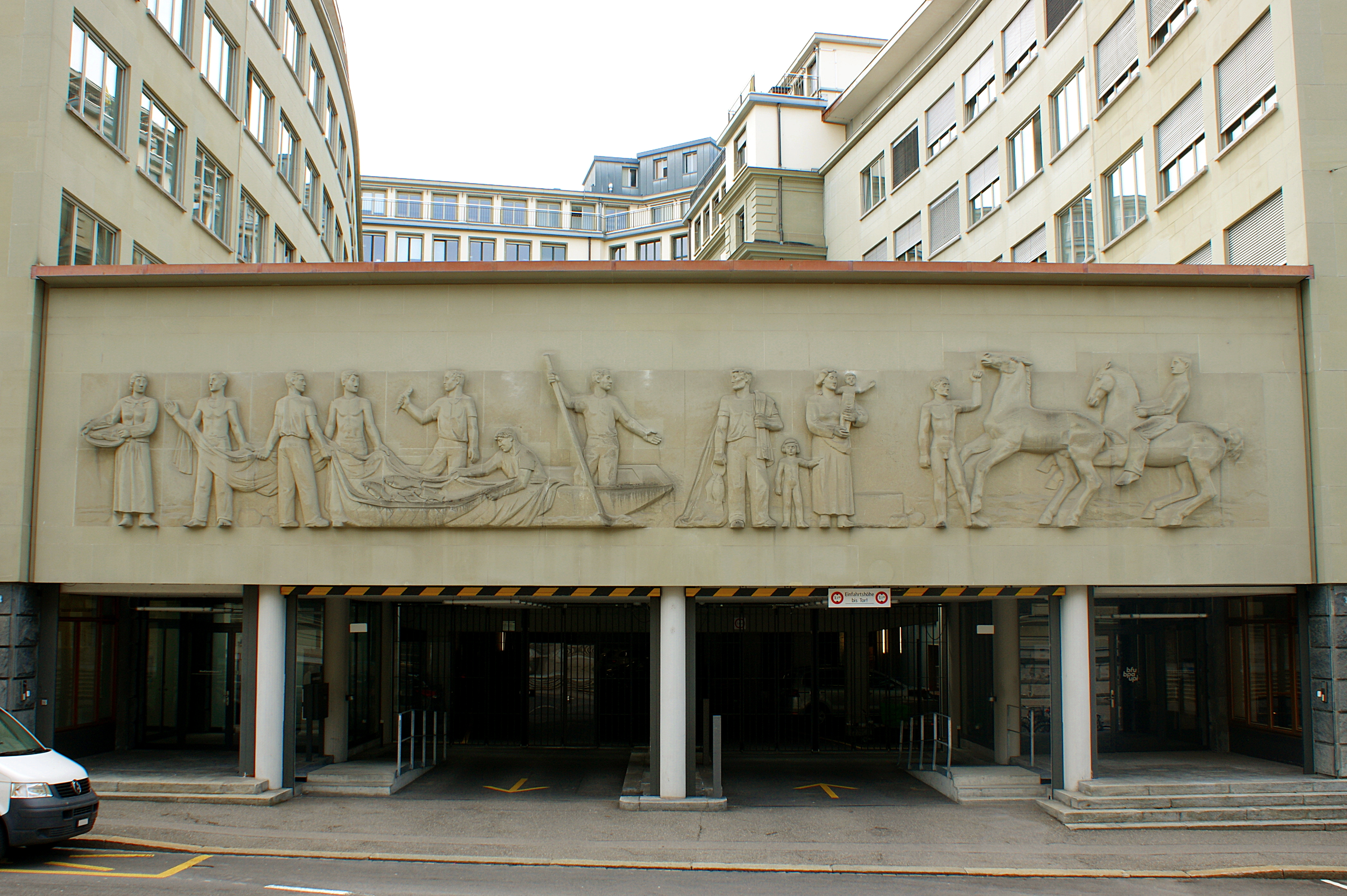
Entrée du BPA à Berne (sculpture Le Pêcheur et sa famille, Luigi Zanini, 1945).

Le Bureau de prévention des accidents ou BPA (en allemand BFU – Beratungsstelle für Unfallverhütung, en italien UPI – Ufficio prevenzione infortuni) est une fondation de droit privé politiquement indépendante dont le mandat légal consiste à prévenir les accidents non professionnels et à coordonner les efforts des différentes organisations actives dans ce domaine. Fondée en 1938, elle a son siège à Berne, en Suisse. Le BPA est financé par des contributions de l'assurance-accidents non professionnels, des moyens provenant du Fonds de sécurité routière et des recettes provenant de ses propres prestations.

## Le BPA en bref
Le BPA est le centre suisse de compétence pour la prévention des accidents de la route, du sport, de l'habitat et des loisirs. Son action vise à diminuer le nombre d'accidents mortels et graves de la population dans son ensemble. 
Les objectifs et le programme de travail du BPA se basent sur les priorités dégagées grâce à une analyse systématique de l'accidentalité ; ils tiennent également compte des ressources disponibles et de l'environnement socio-politique. Le travail du bpa se fonde sur un cycle de prévention axé sur l'efficacité. Celui-ci permet d'évaluer les besoins, de formuler les objectifs, de dégager les mesures et d'évaluer scientifiquement l'impact des interventions. 
Le bpa transmet son savoir aux personnes privées, aux spécialistes et aux multiplicateurs par la formation, le conseil et la communication. Il est actif tant dans le domaine de la prévention situationnelle (technique, infrastructures, normes) que de la prévention comportementale (campagnes, sensibilisation). Il coopère étroitement avec les partenaires de prévention, les autorités, les associations et l'économie.

## Programmes prioritaires
Le bpa oriente son action sur les priorités accidentologiques (accidents fréquents et/ou graves) suivantes:
- Circulation routière: passagers de voiture, motocyclistes, cyclistes, piétons
- Sport: ski et snowboard, vélo de route et de randonnée, randonnée en montagne et alpinisme, baignade et natation, football
- Habitat et loisirs: chutes de plain-pied, chutes d'une certaine hauteur, chutes dans les escaliers, accidents avec des engins et appareils, accidents avec des bris de verre et de la tôle, étouffement

Sur mandat du secrétariat à l'économie, le bpa contrôle des produits du domaine non professionnel.
Le bpa mène des programmes prioritaires selon les phases du cycle de prévention. Ceux-ci ont une durée de 4 à 6 ans environ. Les programmes prioritaires actuels concernent les nouveaux conducteurs, les sports de neige, le vélo, les chutes, les motocyclistes, la randonnée en montagne et la vitesse. 

## Partenaires
Le bpa coopère avec de nombreux partenaires. Il peut entre autres compter sur les relais suivants:
- 1200 délégués du bpa à la sécurité dans les communes et villes suisses
- 3500 chargés de sécurité dans les entreprises
- 270 instructeurs de police
- Des enseignants
- Des associations et institutions
- Les médias

## Distinctions
Tous les deux ans, le bpa remet le prix "Commune engagée" à une collectivité qui a pris des mesures particulières en faveur de la prévention des accidents,.
Le bpa est aussi partenaire de l'action "Chevalier de la Route" qui récompensent des personnes ayant porté à des accidentés de la route, parfois au péril de leur propre vie. Les autres partenaires de cette action sont la SSR SRG, le Touring Club Suisse (TCS), l'Automobil Club Suisse (ACS), l'Association suisse des transports routiers (ASTAG), l'organisation faîtière des chefs de police de la circulation de la Suisse et de la Principauté du Liechstenstein (CCCS)et le Fonds de sécurité routière (FSR).

## Lien
- site officiel